# 武田信玄

武田家的家紋

武田信玄（日语：／ Takeda Shingen，1521年12月1日—1573年5月13日、大永元年十一月三日－元龟四年四月十二日，原名武田晴信，通稱太郎）是日本戰國時代的大名，為清和源氏源義光的後代，甲斐源氏第19代家督、武田氏第16代當主，武田信虎之长子。母亲是甲斐國人眾大井信達的女儿大井之方，正室為扇谷上杉家大名上杉朝興之女，繼室為左大臣三條公賴之女三條之方。官位是從四位下大膳大夫、信濃守，大正時代贈从三位。
武田信玄外號「甲斐之虎」，所舉“风林火山”之軍旗語出《孙子兵法》，成了武田军的一种象征。

## 經歷

### 幼年
武田信玄於1521年12月1日出生於躑躅崎館，幼名勝千代，乃是甲斐國大名武田信虎的長男。1533年，信虎替其迎娶了上杉朝興的女兒作為正室，並於次年懷孕，卻因難產而死。信虎又在1536年請託室町幕府第12代將軍足利義晴賜下偏諱，改其名為武田晴信，敍任從五位下大膳大夫，同年晴信迎娶第二任正室三條夫人。1536年11月，晴信初陣，攻陷佐久郡海之口城，殺其城主平賀源心（但此事僅見於甲陽軍鑑，真實性仍待考究）。1541年信虎與村上義清、諏訪賴重合力攻打小縣郡，矢澤氏投降，但海野棟綱及真田幸隆逃亡到上州。

### 繼承家督

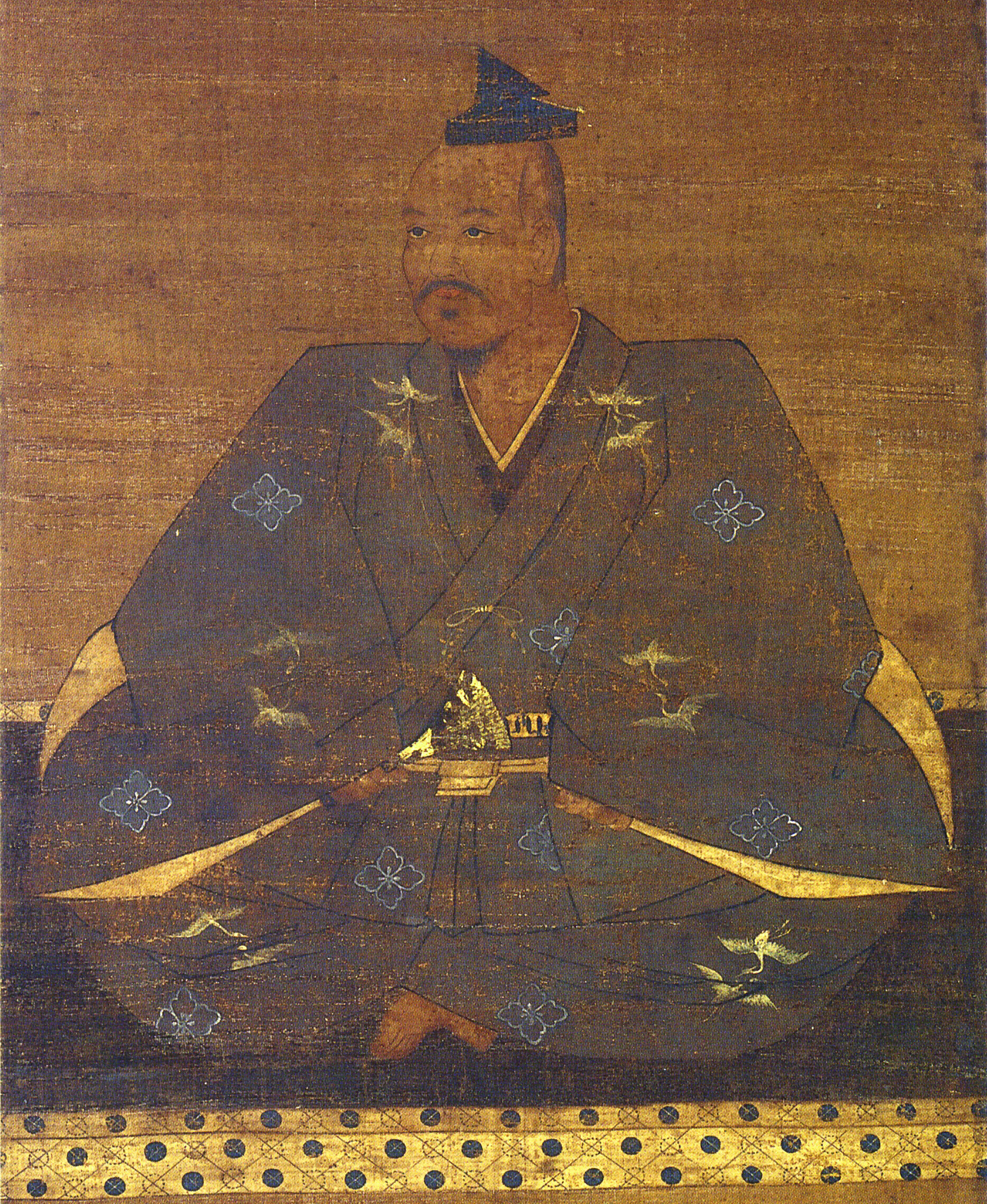
武田晴信畫像（高野山持明院·藏）

1541年6月，晴信聯同板垣信方、甘利虎泰、飯富虎昌等人趁信虎出訪駿河國時，發動兵變自立，逐信虎於駿河。放逐的原因据『甲陽軍鑑』以及『鹽山向嶽奄小年代記』的記載是父親實行暴政，激起了人民不滿。當晴信繼位時，受到當地的人民熱烈歡迎。
早期多採信『甲陽軍鑑』的說法，認為武田信虎是在天文七年，即1538年被放逐，但佐以『妙法寺記』、『高白齋記』等書，武田信虎被放逐的年份，應為天文十年，即1541年。

### 平定信濃
晴信放逐父親的消息傳開後，諏訪郡上原城主諏訪賴重以及林城城主信濃守護小笠原長時聯手進攻甲斐，結果被晴信擊退（韮崎之戰），而後續又有木曾、小笠原、諏訪跟村上義清四家聯軍來攻，又再度被晴信擊退（瀨澤之戰），不過這兩場戰事在近代考證中，參照『妙法寺記』、『高白齋記』等書全無紀錄，因此很可能都是『甲陽軍鑑』所編造。
1542年6月，晴信決定攻打妹夫諏訪賴重，當時晴信聯合諏訪氏支族的高遠賴繼對諏訪家進行攻擊，諏訪賴重戰敗後自盡身亡。其後高遠賴繼因不滿領地分配問題與晴信對立，並攻破小澤淵。
1543年進攻信濃國長窪城，大井貞隆自盡身亡。1545年4月晴信攻打高遠賴繼的高遠城，於6月擊敗高遠賴繼及福与城主藤澤賴親統率的軍隊。
1546年，晴信進攻佐久郡，佔領了內山城及前山城。
1547年，晴信進攻志賀城的笠原清繁，但在上杉憲政支援下陷入苦戰。8月6日，晴信在小田井原之戰中大敗聯合軍，卻在戰後不容許敵軍投降，更殺盡所有敵軍，將3000首級懸於地牆上，又對人質作出酷刑，俘虜欲贖回自由時更開出高達2～10貫的身代金，高過20～30文錢的一般價格，故意讓俘虜無法回鄉而被武田家充入黑川金山當奴工，这为晴信統一信濃的過程增添麻煩。同年，晴信參考了《今川假名目錄》、《朝倉敏景十七箇條》、《大內家壁書》等書籍，創立了武田氏的分國法——“甲州法度次第”（又稱武田家法）。
1548年2月，晴信進攻信濃國北部的村上氏，村上義清在上田原迎擊，兩軍正面交鋒，武田軍卻佔下風，陣亡者包括甘利虎泰、板垣信方等大將，是為“上田原之戰”。晴信在戰後於湯村溫泉休養了30天。小笠原長時趁機於4月進攻諏訪，7月，晴信在鹽尻峠之戰大敗小笠原軍。
1550年7月，晴信進攻小笠原氏的領地，迫近林城，長時無法抵挡晴信的入侵放棄林城，逃到村上氏領地，中信濃落入武田勢力。9月，晴信向村上氏領地進軍，準備攻擊砥石城，戰況對武田軍不利，晴信失去了橫田高松等將領。當晴信听说葛尾城的主力接近后，武田軍在增援到達前撤兵。1551年，晴信部下真田幸隆利用謀略，成功佔據砥石城。1553年義清放棄葛尾城，逃往越後，依靠長尾景虎，拉開了川中島會戰的序幕。

### 三國同盟與川中島之戰
1553年，在村上義清向長尾景虎的提議下，長尾軍向川中島進軍，長尾軍和武田軍在信濃川中島對峙，但兩軍沒有積極行動，5月兩軍撤退。是為第一次川中島之戰。
1555年，晴信嫁給今川義元的姊姊定惠院病逝，為延續與今川的同盟，晴信遂为嫡男義信迎娶了義元的女兒，並將愛女嫁給北條氏政，北條氏康也將女兒嫁給今川氏真，甲相駿同盟於焉正式成立。
1555年，與長尾軍在川中島對峙，是為第二次川中島之戰，在今川義元的介入下，兩軍從川中島撤退。同年晴信平定木曾義康和木曾義昌兩父子。
1557年，武田軍和長尾軍再次在川中島對峙，但是沒有交戰，上杉軍因越中一揆出兵而撤退。
1559年5月，晴信出家，法名德榮軒信玄。

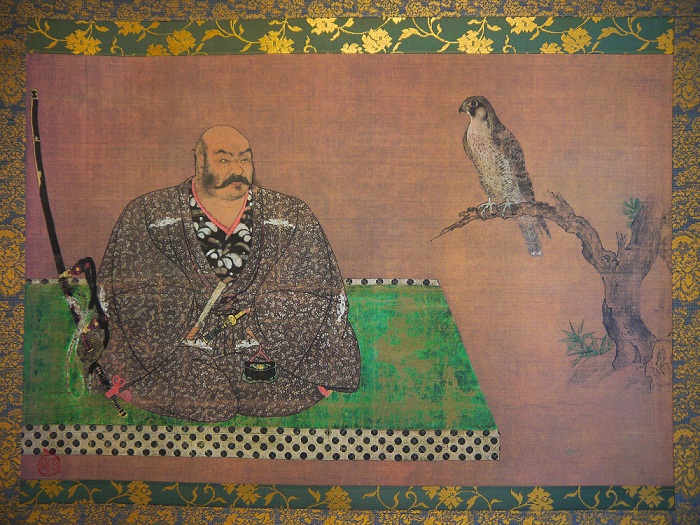
晚年的武田信玄畫像（高野山成慶院·傳藏）

1561年9月10日，第四次川中島會戰爆發，雙方動員超過一萬兵力參戰，最終信玄成功擊退上杉軍，不過卻損失了其弟信繁、諸角虎定、山本勘助及三枝守直等人。
1564年，上杉軍和武田軍主次再次在川中島對峙，不過兩軍沒有交戰而退兵，是為第五次川中島之戰。

### 入侵關東、東海
武田信玄多次派兵進攻上野國，逐步擴大在上野的勢力範圍，但箕輪城守將長野業正仍持續頑抗。1561年（永祿4年），業正病逝，由兒子長野業盛繼承。信玄在1566年（永祿9年）派遣2萬大軍攻打箕輪城。武田軍成功攻入箕輪城，業盛自盡身亡，武田的勢力延伸到上野國西部。
1565年（永祿7年）武田信玄派遣山縣昌景聯合北飛驒豪族江馬氏打敗三木氏攻下飛驒，並在隔年以江馬氏攻入越中，勸降松倉城主椎名氏，拿下越中新川郡地山城周遭，遂以江馬時盛嫡子輝盛擔任城主，但此說雖見於甲陽軍鑑，但參考「勝興寺文書」跟「上杉年譜」，椎名康胤反出上杉家的時間應該更晚，而江馬時盛跟三木家1565年底便又雙雙改投上杉家，使武田信玄的飛驒戰略失利。
在德川家康與今川氏真翻臉交戰後，身為三國同盟之一且作為氏真舅舅的武田信玄卻打算侵入今川家，為此不滿的信玄長子武田義信與家老飯富虎昌企圖將武田信玄流放，卻被信玄早一步發現，武田義信遭到囚禁，最後逝世。
1568年（永祿11年），武田信玄順利策反上杉家臣本庄繁長跟越中豪族椎名康胤（本庄繁長之亂），武田軍也對北信濃的飯山城發動攻擊，卻未能攻下城池，而信玄同時通過織田信長和德川氏聯手，以今川氏真跟上杉謙信通好為藉口揮師駿河，三國同盟正式毀滅。隨著今川家臣的大量倒戈，今川氏真不敵敗退，武田信玄於薩埵峠大破今川氏真軍，攻入今川館拿下駿河後，卻暗中搞小動作，讓家臣秋山信友出兵德川家康佔領的遠江，因此德川家康改與北條氏康聯手抵禦武田軍，武田信玄為防備上杉謙信奧援北條家，武田信玄也透過將軍足利義昭和織田信長與上杉家進行和談。
1569年（永祿12年）北條氏政出兵駿河，武田信玄出兵支援防備，但同樣在薩埵峠被北條氏政擊退，陣亡數百人，武田信玄透過馬場信春所建議的啄木鳥戰術，保全主軍退回甲斐，駿河多處城池被北條軍奪回（第二次薩埵峠之戰）。同年6月再次遭到北條氏康擊敗，連八幡大菩薩的旗幟都被北條軍奪去，但此戰是否存在也有爭議，欠缺一級史料印證。
武田信玄為了擊敗北條家，也和關東的佐竹義重、里見義弘等大名策略聯盟，兩面夾擊北條家（甲佐同盟）。
同9月信玄率2萬兵馬攻打關東。10月1日包圍小田原城不果，10月4日信玄解除小田原城的包圍，向甲斐退卻。10月8日在三增峠之戰跟北條氏邦及北條氏照交戰。1570年信玄重新南下與北條、今川軍交戰，再度成功佔領駿河一帶。1571年（元龜2年）北條氏康病逝，完全掌握實權的北條氏政決定放棄與上杉氏的相越同盟，改為與武田氏同盟。

### 信玄西上
甲相同盟達成後，信玄的戰略目標轉向三河國德川家以及原先友好的織田家，于是響應本願寺顯如跟朝倉義景的要求加入信長包圍網。武田軍在1572年（元龜3年）10月準備進攻織田氏，總兵力達30,000人（當中包括北條氏政派來的增援）。另外為牽制信長出兵增援，派遣家臣下條信氏率3000兵進攻美濃國岩村城。
當時信長領內面對石山本願寺、朝倉氏、淺井氏等敌对势力，无暇他顾。10月14日，信玄在一言坂之戰擊敗迎擊的德川軍，接著信玄本隊包圍二俣城，12月19日武田軍攻下二俁城。當信玄迫近濱松城的時候，家康決定迎擊。12月22日兩軍在三方原交戰，德川的總兵力只有11000人，在戰術和士氣方面武田軍佔優，最終武田取得大捷（三方原之戰）。武田軍繼續向西進發，1573年（元龜4年）1月包圍三河國野田城，2月10日武田軍攻佔野田城。

### 抱憾病逝

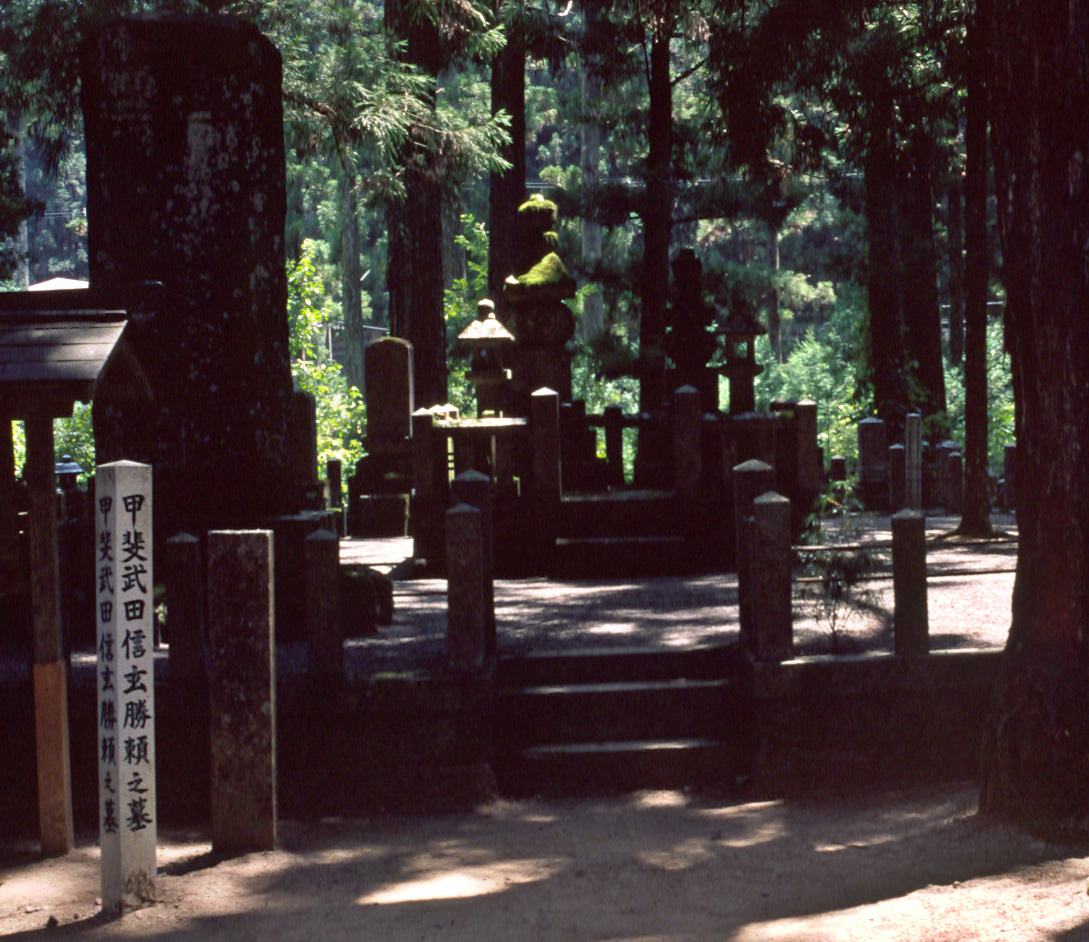
武田信玄、勝賴之墓

攻下野田城後，信玄病情惡化，於三河長篠城休養，行軍因而中止。經過一個月左右信玄的病情沒有好轉，4月武田軍決意返回甲斐。4月12日武田信玄病逝於信濃國駒場（今長野縣下伊那郡阿智村），享年五十二歲。《御宿監物書狀》提及死因为肺結核，《甲陽軍鑑》指出死因是胃癌及食道癌。信玄的遺體在信濃國伊那駒場長岳寺火化。戒名法性院機山信玄。信玄的墓地分布在信玄墓、大泉寺、惠林寺、諏訪湖、長岳寺、龍雲寺、高野山、福田寺、妙心寺等地。

### 遺言
甲陽軍鑑版
余於五載前，即知此日，特畫花押紙七百，余卒三年內，密不發喪，其間公文可用之。他國不知余死，必不敢動。武田氏由信勝繼承，信勝元服前以父勝賴攝政。加余遺骸以梏，沉諏訪湖。
御宿監物書狀版
余將大去也。余出身僻鄉，伏擊鄰國他郡，戰無不勝。可遺憾者，未能目睹武田旗立之帝都。倘余大去消息傳出，敵必蜂擁而起。因之，三、四載內務必嚴守秘密，整頓領土，培養義卒，庶幾一舉攻都。余九泉之下，必當含笑欣慰。

## 人物

信玄的风林火山之旗

其用兵方略與为政之道在日本战国史上留下颇具影响的一笔。所举“风林火山”（其疾如风，其徐如林，侵掠如火，不动如山）之軍旗，语出《孙子兵法》，成為了武田軍的一種象徵。
信玄積極開發耕地，克服了甲州耕地不足的問題，尤其穷半生精力修筑的信玄堤至今仍在发挥作用。信玄利用甲州領內大量金礦，積極開採金礦的事業，引入先進的採金技術，發行全日本最初的定額金幣「甲州金」。信玄重视民政，其制定的《甲州法度次第》为战国时期著名的分国法之一。
信玄曾迷戀擔任小姓的春日源介（通說為高坂昌信，但無法證實），信玄寫給春日的情書仍保留至今。
信玄入侵駿河後，積極招攬水軍加入，當中包括了間宮武兵衛、間宮造酒丞、小濱景隆、向井正綱、伊丹雅勝、間宮忠兵衛等人。
《完全圖解日本戰國武將54人》記載，信玄的馬桶是沖水式，面積為六席，在便器周圍放榻榻米，裡面用薰香除臭，清理時是使用洗澡水清理，信玄曾說：草木（和臭()同音）不絕，因此稱之為（甲洲山）。
原名武田晴信，信玄是出家后的法名，据《甲陽軍鑑》记载，玄字取自中国唐代名僧临济宗创始人临济义玄。

## 家臣

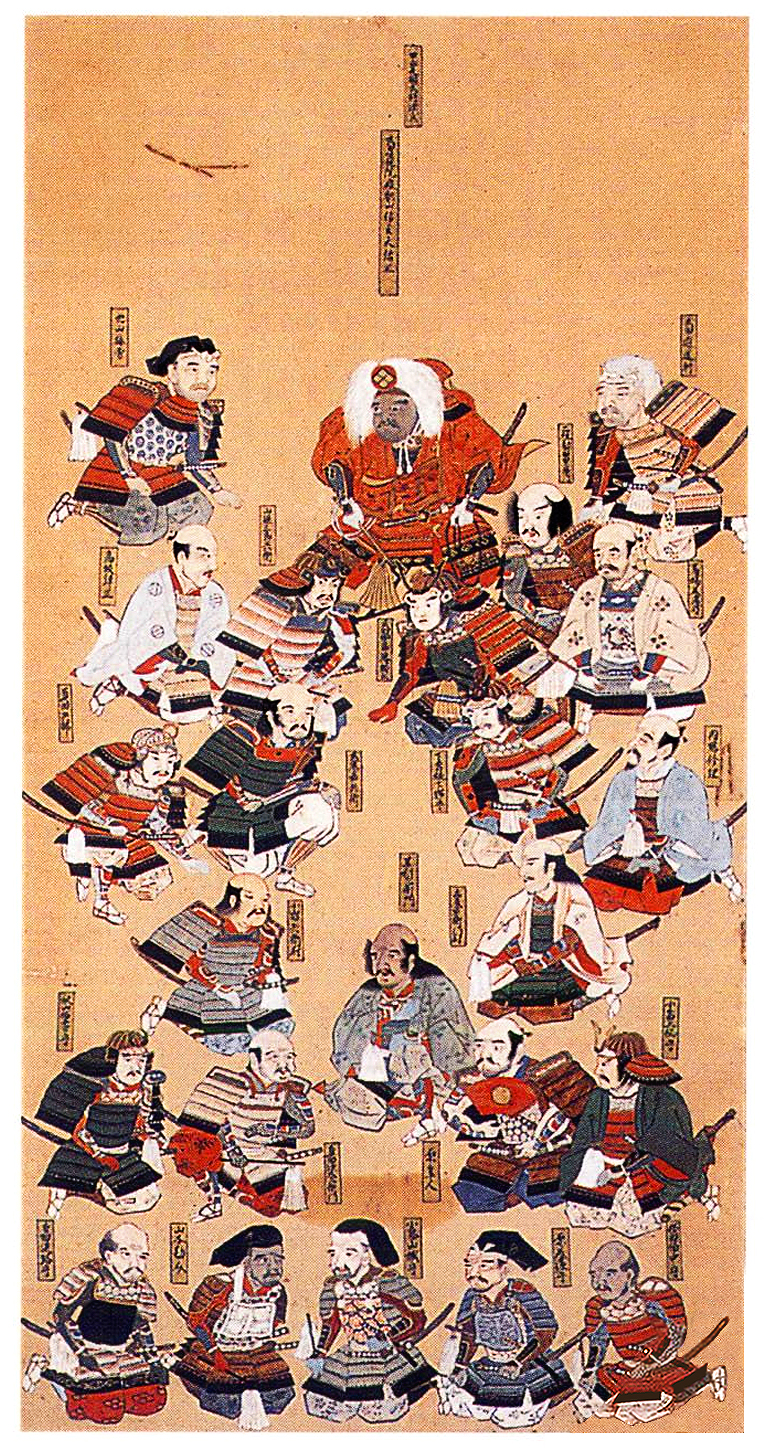
武田二十四將

- 武田四天王：板垣信方、甘利虎泰、飯富虎昌、小山田昌辰
- 武田四名臣：馬場信春、内藤昌豐、高坂昌信、山縣昌景
- 武田二十四將：武田信繁、武田信廉、板垣信方、土屋昌次、甘利虎泰、小幡虎盛、山縣昌景、秋山信友、穴山信君、真田幸隆、馬場信春、原昌胤、飯富虎昌、橫田高松、小幡昌盛、一條信龍、真田信綱、多田滿賴、小山田信茂、内藤昌豐、三枝守友、高坂昌信、原虎胤、山本勘助。（有另外的說法）
- 甲陽五名臣：小幡虎盛、原虎胤、多田滿賴、橫田高松、山本勘助。
- 奧近習六人眾：土屋昌次、三枝守友、曾根昌世、真田昌幸、長坂昌國、甘利昌忠。
- 武田三彈正：逃彈正高坂昌信、攻彈正真田幸隆、槍彈正保科正俊。
- 使番十二人眾：山縣昌景、高坂昌信、初鹿野忠次（日语：初鹿野忠次）、今井信俊、小宮山友晴、阿部勝宝（日语：阿部勝宝）、真田昌輝、小幡光盛（日语：小幡光盛）、小山田行村（日语：小山田行村）、金丸虎義（日语：金丸筑前守）、工藤市兵衛、三枝昌吉（日语：三枝昌吉）。
- 足輕大將四天王：橫田高松、小幡虎盛、多田滿賴、原虎胤。

信玄家臣團名序
- 一門眾（宗家&分家）：武田信繁、望月信頼（日语：望月信頼）、武田信豐、望月信永（日语：望月信永）、武田信廉、武田信澄（日语：武田信澄）、松尾信是（日语：松尾信是）、河窪信実（日语：河窪信実）、河窪信俊、一条信龍、一条信就、武田信友、武田信堯（日语：武田信堯）、板垣信方（信形）、板垣信憲（日语：板垣信憲）、穴山信友、穴山信君、穴山信嘉（日语：穴山信嘉）、甘利虎泰、甘利昌忠、甘利信康、海野信親、仁科盛信、葛山信貞
- 譜代家老眾（初代）：駒井政武、馬場信房、内藤昌豐、高坂昌信、原昌胤、淺利信種、跡部勝資（日语：跡部勝資）、栗原詮冬、小山田昌成（日语：小山田昌成）、今福友清（凈閑齋）、小宮山昌友、初鹿野忠次、山縣昌景。
- 譜代家老眾（二代&侍大將）：室住虎登（板垣直方）、三枝昌吉、三枝守友（山縣昌直）、高坂昌澄、高坂昌元、金丸昌直、金丸昌義、土屋昌次、内藤昌月、淺利昌種（日语：浅利昌種）、小宮山友晴、跡部昌忠（日语：跡部昌忠）、跡部昌勝、今福虎孝、今福昌和、駒井政直（日语：駒井政直）。
- 譜代眾（足輕大將）：小菅忠元、長坂光堅（日语：長坂光堅）、長坂昌國、橫田康景(綱松)、橫田尹松（日语：横田尹松）、原盛胤（日语：原盛胤）、下曾根昌利、下曾根信恒（日语：下曾根浄喜）、武藤喜兵衛（真田昌幸）、小幡昌盛、小幡光盛（日语：小幡光盛）、市川昌信、三枝守直、曾根虎長、曾根昌世。
- 甲斐家臣：土屋昌恒、初鹿野昌次、小山田信有（日语：小山田信有 (出羽守)）、小山田信茂、諸角虎定、室住昌守、秋山信藤、三枝虎吉（日语：三枝虎吉）、跡部勝忠、依田信蕃、工藤昌祐、曽根虎盛（日语：曽根虎盛）、今井信昌。
- 信濃家臣：木曾義在（日语：木曾義在）、木曾義康、木曾義昌、諏訪滿隣、諏訪賴豐、諏訪賴忠、真田信綱、真田信尹、矢澤賴綱、河原綱家（日语：河原綱家）、保科正直、保科正光、小笠原信貴（日语：小笠原信貴）、小笠原信嶺。
- 武藏家臣：永井政實、小幡景宗、浪合胤成。
- 上野家臣：小幡憲重（日语：小幡憲重）、小幡信貞、小幡信尚、安中重繁（日语：安中重繁）、安中久繁（日语：安中久繁）、和田業繁（日语：和田業繁）、和田信業（日语：和田信業）、長野正宣、那波宗安、後閑信純、高山滿重、倉賀野秀景（日语：金井秀景）、木部範虎、白倉重家、多比羅友定。
- 駿河家臣：岡部元信、岡部久綱、岡部正綱、葛山氏元、御宿信貞（綱治）、御宿友綱、瀨名信輝、小原鎮實（日语：小原鎮実）、朝比奈信置、三浦員久、三浦義鏡、孕石元泰（日语：孕石元泰）。
- 遠江家臣：天野景貫、渡邊照。
- 三河家臣：奥平貞勝（日语：奥平貞勝）、奥平定能（日语：奥平定能）、奧平貞昌、菅沼定盈（日语：菅沼定盈）、田峯定吉、菅沼正貞、成瀨正一（日语：成瀬正一 (戦国武将)）。
- 越後家臣：城景茂、城昌茂、日向宗立、大熊朝秀、大熊長秀。
- 下總家臣：原胤歲。
- 越中家臣：椎名康胤。
- 武田水軍眾：伊丹康直、向井正綱（日语：向井正綱）、岡部貞綱（日语：岡部貞綱）、小濱景隆（日语：小浜景隆）、間宮武兵衛、間宮造酒丞（信高）、間宮忠兵衛。

## 家世

### 父母
- 父親 武田信虎：武田家第18代家督，其女嫁與今川義元後，探望其女時被信玄放逐於駿河。
- 母親 大井之方

### 兄弟
- 武田信繁：信玄與謙信爆發第四次川中島之戰，守備武田本陣時被突襲而來的柿崎景家討取，後人評價為「真正的武將」。
- 武田信廉：在信玄死後，繼續假扮信玄，其侄勝賴在戰死後跟著戰死。
- 松尾信是（日语：松尾信是）
- 武田宗智（日语：武田宗智）
- 河窪信實（日语：河窪信実）
- 一條信龍
- 武田信友
- 武田勝虎

### 姊妹
- 定惠院（今川義元室）
- 南松院（穴山信友室）
- 禰禰（諏訪賴重室）
- 花光院（浦野友久室）
- 菊御料人（菊亭晴季室）
- 龜御料人（大井信為室）
- 下條信氏室
- 禰津神平室
- 葛山氏室

### 妻妾
- 正室：上杉朝興之女、三條夫人
- 側室：諏訪御料人、油川夫人、禰津御寮人（日语：禰津御寮人）

### 子女

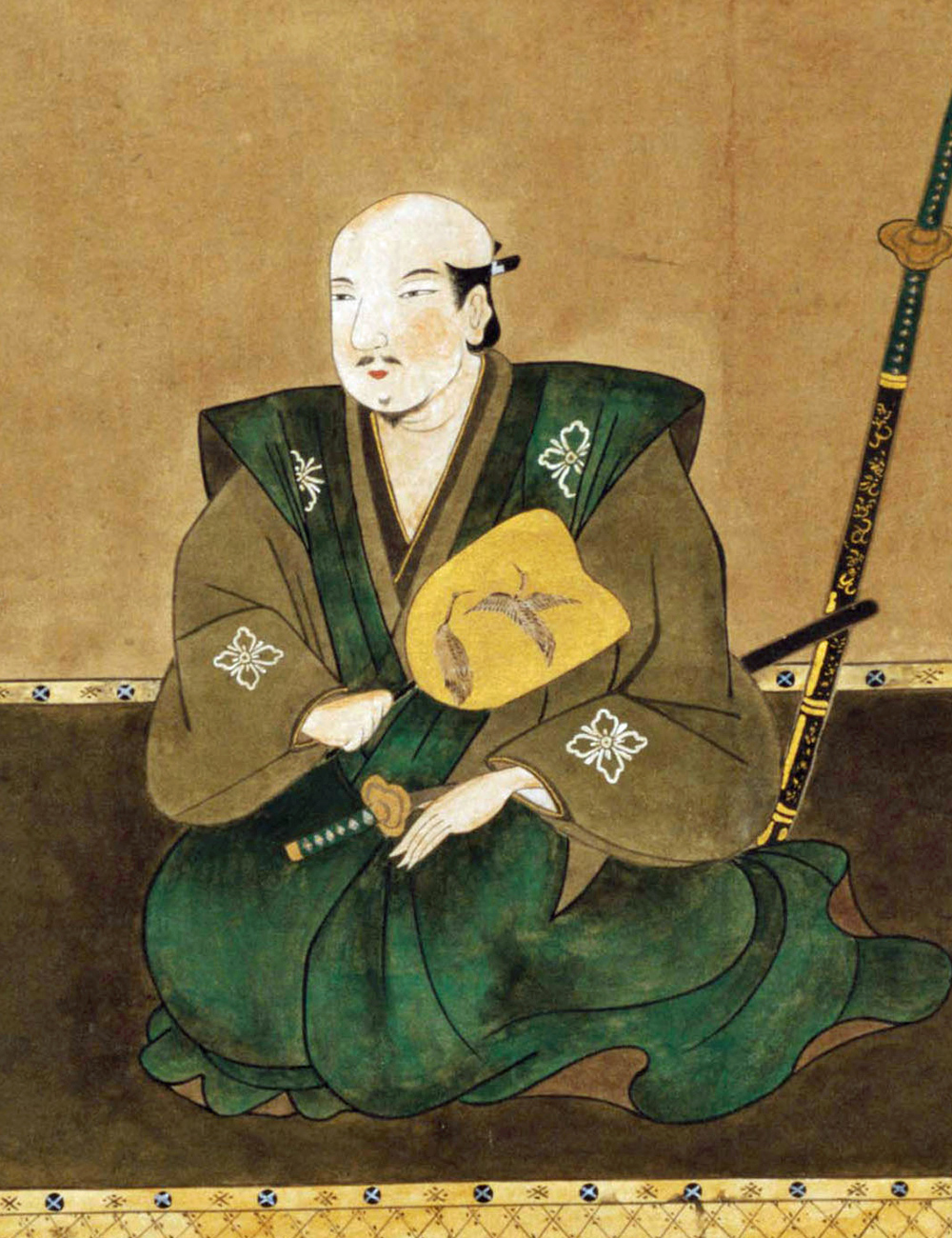
武田勝賴

- 長男 武田義信：涉嫌謀反而被廢嫡，與飯富虎昌等人被幽禁而死。
- 次男 海野信親：因身為盲人而出家，法名「龍芳」。隨勝賴殉死，其兒子受德川家康保護，江戶幕府高家武田家始祖。
- 三男 西保信之：早夭。
- 長女 黃梅院：嫁與北條氏政。信玄撕毀善德寺三國盟約而著手駿河侵攻時，兩人被盛怒的氏康勒令離婚，其後不久便鬱鬱而終。
- 次女 見性院：嫁與穴山信君。
- 三女 真理姬：嫁與木曾義昌。
- 四男 武田勝賴：甲斐武田家末代當主，天目山之戰時被迫自盡。
- 五男 仁科盛信：甲州征伐時拒守高遠城，城破時自盡身亡，子孫分別以仁科氏和武田氏存續。
- 四女 桃由童女：早夭。
- 六男 葛山信貞：入繼駿河豪族葛山氏，在武田家滅亡後藏匿於善光寺，被織田軍搜出而被殺。
- 五女 菊姬：嫁與上杉景勝。
- 六女 松姬：原與織田信忠訂婚，後因兩家對敵而解除婚約。
- 七男 武田信清：武田家滅亡後投奔姐夫上杉景勝，是米澤武田家（日语：米沢武田家）始祖。

## 史料
- 甲陽軍鑑

## 登場作品

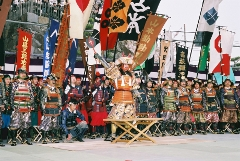
甲府市武田信玄公祭

### 小說
- 風林火山（新潮社、井上靖著）
- 武田信玄（文藝春秋、新田次郎（日语：新田次郎）著）
- 武田信玄（講談社、津本陽（日语：津本陽）著）
- 武田信玄（成美堂出版、土橋治重（日语：土橋治重）著）
- 武田三代記（新人物往来社、高野樂山著）

### 影視劇
- 太閤記（日语：太閤記 (NHK大河ドラマ)）（1965年、NHK大河劇、演：早川雪洲）
- 武田信玄（日语：武田信玄 (1966年のテレビドラマ)）（1966年、NTV、演：倉丘伸太郎）
- 天與地（1969年、NHK大河劇、演：高橋幸治）
- 風林火山（1969年、東寶、演：中村錦之助（日语：萬屋錦之介））
- 國盜物語（日语：国盗り物語 (NHK大河ドラマ)）（1973年、NHK大河劇、演：大友柳太朗）
- 戰國自衛隊（1979年、東寶、演：田中浩（日语：田中浩 (俳優)））
- 影武者（1980年、東寶、演：仲代達矢）
- 德川家康（1983年、NHK大河劇、演：佐藤慶）
- 女人風林火山（日语：おんな風林火山）（1986年、TBS、演：石立鐵男（日语：石立鉄男））
- 武田信玄（1988年、NHK大河劇、演：中井貴一）
- 天與地（1990年、東映、演：津川雅彥）
- 武田信玄（日语：武田信玄 (1991年のテレビドラマ)）（1991年、TBS、演：役所廣司）
- 德川家康 戰國最後的勝利者（1992年、ANB、演：舛田利雄）
- 風林火山（日语：風林火山 (1992年のテレビドラマ)）（1992年、NTV、演：館廣（日语：舘ひろし））
- 織田信長（日语：織田信長 (1994年のテレビドラマ)）（1994年、TX、演：南原宏治）
- 國盜物語（日语：国盗り物語#新春ワイド時代劇版）（2005年、TX、演：中村敦夫）
- 風林火山（日语：風林火山 (2006年のテレビドラマ)）（2006年、EX、演：松岡昌宏）
- 風林火山（2007年、NHK大河劇、演：市川龜治郎（日语：市川猿之助 (4代目)））
- 天與地（日语：天と地と#テレビ朝日版）（2008年、EX、演：渡部篤郎）
- 女信長（2013年、CX、演：竹内力）
- 信長的主廚（2014年、EX、演：高嶋政伸）
- 真田丸（2016年、NHK大河劇、演：林邦史朗）
- 新陰流 上泉伊勢守信綱（2017年、BS、演：原田龍二）
- 女城主 直虎（2017年、NHK大河劇、演：松平健）
- 麒麟來了（2020年、NHK大河劇、演：石橋凌）
- 信虎 信玄陣殁！國主的歸還（日语：信虎 信玄陣没!国主の帰還）（2021年、Miyaobi Pictures、演：永島敏行）
- 新・信長公記～同班同學是戰國武將～（2022年、NTV、演：滿島真之介）
- 怎麼辦家康（2023年、NHK大河劇、演：阿部寬）

### 游戏
- 信長之野望系列
- 战国兰斯
- 戰國無雙系列/無雙OROCHI系列（光榮、配音：鄉里大輔→大友龍三郎→浜田賢二）
- 戰國Basara系列（CAPCOM、配音：玄田哲章）
- 貓咪大戰爭
- 美男戰國：穿越時空之戀（配音：梅原裕一郎）
- 戰刻night blood（配音：小西克幸）
- 萬國覺醒
- Fate/Grand Order （配音：梅原裕一郎）

### 模型玩具
- 真空路守 NO.4 信玄張斬
- bb戰士 NO.55 SD戰國傳 天與地 信玄頑駄無
- bb戰士 NO.331 SD戰國傳 武神降臨篇 武田信玄頑駄無